# Dagvola
Dagvola (norwegisch) ist ein 1132 m hoher und verschneiter Berg im ostantarktischen Königin-Maud-Land. Er ragt im nördlichen Teil der Kraulberge auf.
Wissenschaftler des Norwegischen Polarinstituts benannten ihn 1970 nach Dag Norberg, Topograf der Vierten Norwegischen Antarktisexpedition (1968–1969).